# BX Циркуля
BX Циркуля (лат. BX Circini) — звезда в созвездии Циркуль, которая находится на расстоянии около 410 световых лет от Солнца.

## Физические характеристики
BX Циркуля представляет собой гигант класса B, звезду с дефицитом водорода, то есть её состав крайне беден водородом. Большую часть звёздного вещества составляют гелий (около 99 %), а также углерод (около 1 %). Поэтому класс звёзд, в который входит BX Циркуля, принято называть экстремально гелиевыми (extreme helium stars, EHes). Они являются гигантами, либо сверхгигантами, по светимости превосходящими наше Солнце, однако уступают ему по массе. BX Циркуля имеет радиус, равный 1,35 солнечного и массу, равную 47 % солнечной массы. По светимости она превосходит наше светило в 485 раз. Температура её поверхности составляет примерно 23 390 кельвинов (для сравнения: температура поверхности Солнца равна 5778 К).
В 1995 году у звезды была обнаружена переменность. Её видимый блеск варьируется между 12,57 и 12,62 видимой звёздной величиной с периодом в 2 часа 33 минуты. Её отнесли к классу переменных звёзд типа PV Телескопа. Однако позже было предложено вывести BX Циркуля в отдельный класс пульсирующих звёзд, определив её прототипом. Наряду с ней в данный класс входит ещё пока что только одна звезда — V652 Геркулеса. Происхождение BX Циркуля представляется неясным, однако наиболее всего вероятно, что она образовалась в результате слияния двух белых карликов. Химический состав звезды соответствует предлагаемой модели.